# Stemma della Guyana
Lo stemma della Guyana è il simbolo araldico ufficiale del paese, adottato il 25 febbraio 1966. Consiste in uno scudo che raffigura una ninfea, fiore nazionale, tre linee azzurre ondulate che simboleggiano i tre maggiori fiumi del paese e l'uccello nazionale, l'hoatzin. Sotto di esso compare il motto nazionale: "One people, One Nation, One Destiny" (un Popolo, una Nazione, un Destino), mentre ai lati sono raffigurati due giaguari che sostengono uno un piccone e l'altro una canna da zucchero e una pianta di riso. Lo stemma è coronato da un elmo e da un copricapo amerindio con due diamanti ai lati.